# Тантыба, Эдмонт Акифович
Эдмонт Акифович Тантыба (1927, Батум — 1974, Рига) — советский футболист, нападающий. Выступал за тбилисское «Динамо» и рижскую «Даугаву».

## Карьера
Выступал за тбилисское «Динамо» с 1949 по 1950 год и провёл в составе 26 игр, забив 1 гол. В 1951-м ушёл в «Даугаву». В первом сезоне сыграл 28 игр и забил 1 гол. В следующем году сыграл 5 матчей, «Даугава» заняла 12-е место и вылетела в Класс Б. В 1953 году сыграл 17 матчей, забил 2 гола.
В 1956 году принимал участие в летней Спартакиаде народов СССР, в футбольном турнире играл за сборную Латвийской ССР.
После завершения карьеры тренировал рижский клуб РЭЗ.